# Phthirusa rhynchophylla
Phthirusa rhynchophylla är en tvåhjärtbladig växtart som först beskrevs av Kuijt, och fick sitt nu gällande namn av Kuijt. Phthirusa rhynchophylla ingår i släktet Phthirusa och familjen Loranthaceae. Inga underarter finns listade i Catalogue of Life.